# Централен федерален окръг
Центра́лният федера́лен о́кръг (ЦФО) е административно формирование в западната част на Русия. Създаден е с указ на президента на РФ от 13 май 2000 г.

## География
Територията на окръга заема 650,7 хил.км², тоест 3,82 % от територията на Руската федерация.
Разположен е в Източноевропейската равнина.
Външни граници: на запад с Беларус, на югозапад с Украйна. Вътрешни граници: на юг с Южния, на изток с Приволжки, а на север със Северозападния федерални окръзи.
Най-големи реки (в скоби притоците им): Волга (Ока), Дон (Воронеж), Днепър (Десна, Сейм), Западна Двина. Няма излаз на море.
Природни зони (от север на юг): тайга, широколистна гора, съчетание от гори и степ.
Природни ресурси: желязна руда (Курска магнитна аномалия) – запаси 40 млрд. т. (60 % от руските), фосфорити (25 %), боксити (15 %), кафяви въглища – добив 1,5 млн. т, циментни суровини (25 %), торф, гора, чернозем, водни ресурси.
Дължина на железопътните линии – 17 291 км (19,9 % от руските), шосета с твърдо покритие – 117 926 км (22,3 %).

## Състав на федералния окръг
В състава на федералния окръг влизат следните субекти на Руската федерация.
| Централен федерален окръг | Централен федерален окръг | Централен федерален окръг | Централен федерален окръг |
| #                         | Знаме                     | Федерален субект          | Административен център    |
| ------------------------- | ------------------------- | ------------------------- | ------------------------- |
| 1                         |                           | Белгородска област        | Белгород                  |
| 2                         |                           | Брянска област            | Брянск                    |
| 3                         |                           | Владимирска област        | Владимир                  |
| 4                         |                           | Воронежка област          | Воронеж                   |
| 5                         |                           | Ивановска област          | Иваново                   |
| 6                         |                           | Калужка област            | Калуга                    |
| 7                         |                           | Костромска област         | Кострома                  |
| 8                         |                           | Курска област             | Курск                     |
| 9                         |                           | Липецка област            | Липецк                    |
| 10                        |                           |                           | Москва                    |
| 11                        |                           | Московска област          | Москва                    |
| 12                        |                           | Орловска област           | Орел                      |
| 13                        |                           | Рязанска област           | Рязан                     |
| 14                        |                           | Смоленска област          | Смоленск                  |
| 15                        |                           | Тамбовска област          | Тамбов                    |
| 16                        |                           | Тверска област            | Твер                      |
| 17                        |                           | Тулска област             | Тула                      |
| 18                        |                           | Ярославска област         | Ярославъл                 |

## По-големи градове
- Москва
- Воронеж
- Ярославъл
- Рязан
- Липецк
- Тула
- Иваново
- Брянск
- Твер
- Курск